# Roy Schuiten

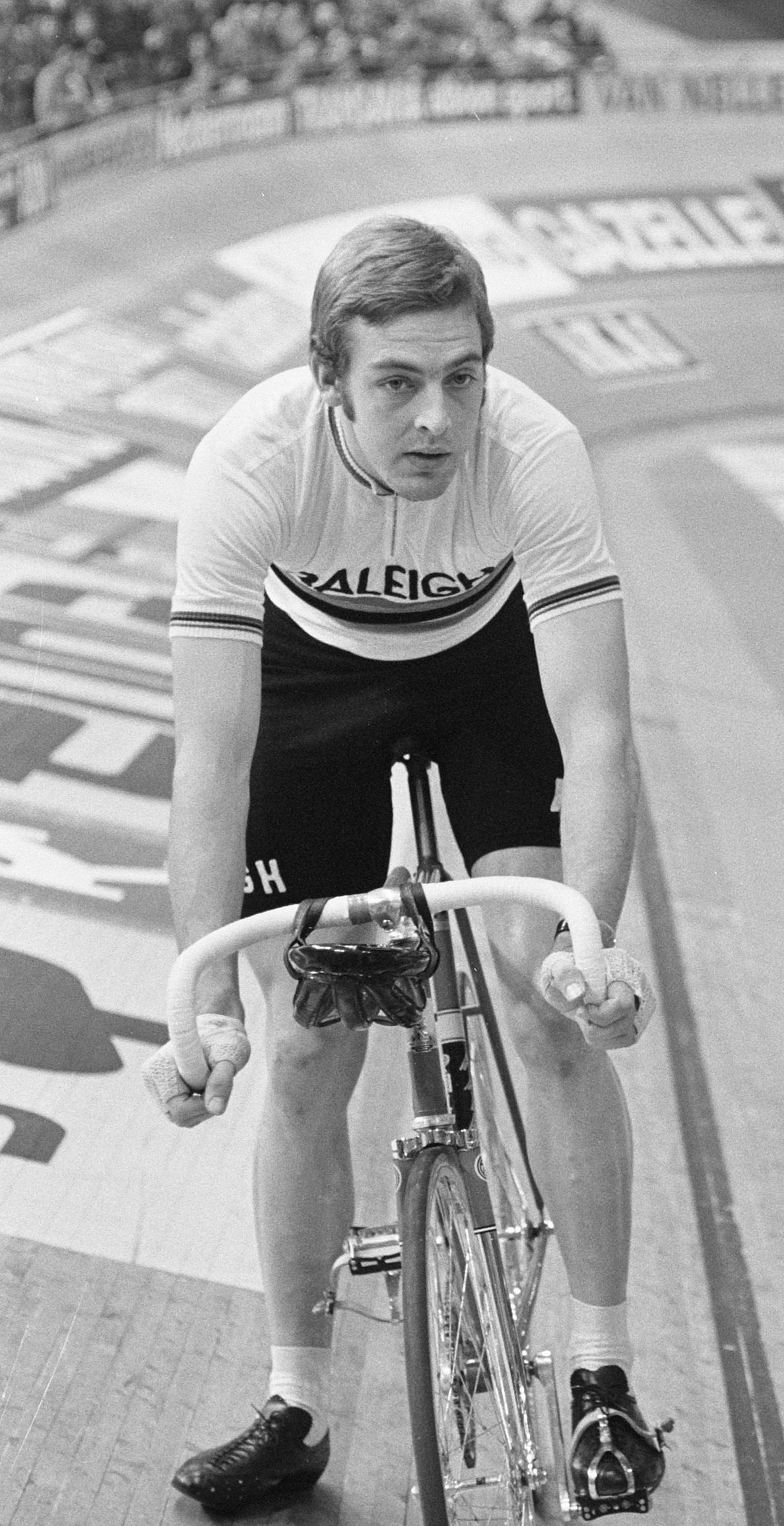
Roy Schuiten (1975)

Roy Schuiten (* 16. Dezember 1950 in Zandvoort; † 19. September 2006 in Praia do Carvoeiro, Portugal) war ein niederländischer Radrennfahrer.
Er war Teilnehmer der Olympischen Sommerspiele 1972 in München.
Seine größten Erfolge errang Schuiten auf der Bahn: 1974 und 1975 wurde er Weltmeister in der Einerverfolgung. 1975 nahm er in Mexiko-Stadt zwei Anläufe, den damals von Eddy Merckx gehaltenen Stundenweltrekord zu verbessern; er scheiterte jedoch.
Auch im Straßenrennen ging Schuiten an den Start; so nahm er zweimal an der Tour de France teil, gab aber beide Male auf, und startete viermal im Giro d’Italia. 1974 gewann er das britische Milk Race mit drei Etappensiegen und 1975 in Frankfurt das traditionsreiche Rennen Rund um den Henninger-Turm, 1974 und 1975 den Grand Prix des Nations. 1976 gewann er den Grand Prix d’Aix-en-Provence. 1979 gewann er den Grand Prix Forlì, die letzte Austragung dieses Rennens. Nach dem Ende seiner aktiven Laufbahn war er 1985 Sportlicher Leiter des niederländischen Radsportteams PDM-Concorde. Später wanderte er nach Portugal aus, wo er in der Horeca-Branche tätig wurde. Roy Schuiten starb in seiner Wahlheimat an einer Magenblutung.

## Erfolge

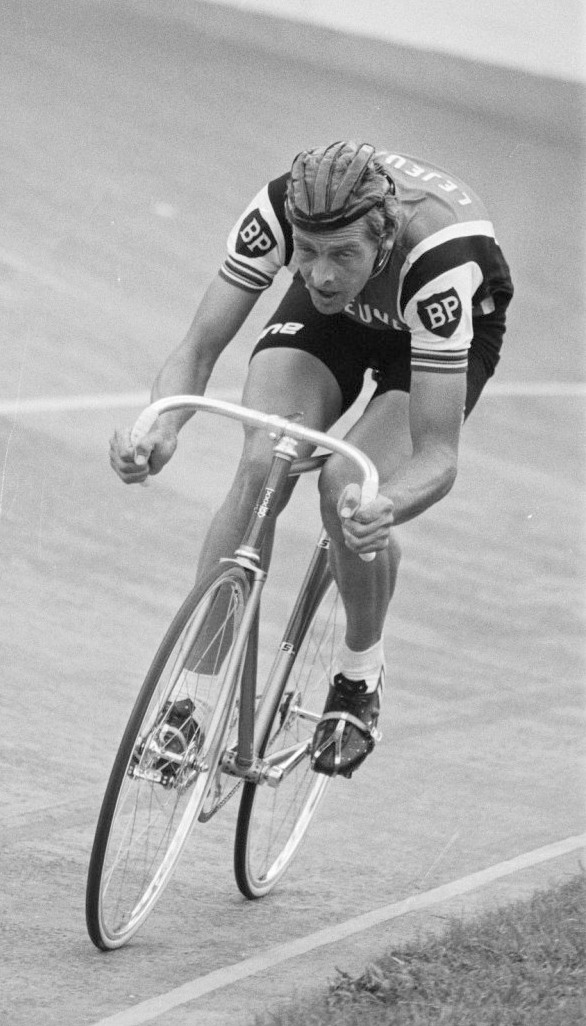
Schuiten bei den niederländischen Bahnmeisterschaften 1977

1972
- Niederländischer Meister – Einerverfolgung (Amateure)

1973
- Niederländischer Meister – Einerverfolgung (Amateure)

1974
- Weltmeister – Einerverfolgung
- Niederländischer Meister – Einerverfolgung (Amateure) und Einerverfolgung (Profis)
- Gesamtwertung, Prolog und zwei Etappen Milk Race
- Gesamtwertung und eine Etappe Olympia’s Tour
- Gesamtwertung und zwei Etappen Étoile des Espoirs
- Grand Prix des Nations
- Trofeo Baracchi
- Berliner Sechstagerennen (mit René Pijnen)

1975
- Weltmeister – Einerverfolgung
- Gesamtwertung und eine Etappe Tour d’Indre-et-Loire
- Grand Prix des Nations
- Gran Premio di Lugano
- Rund um den Henninger-Turm
- Niederländischer Meister – Einerverfolgung
- Niederländischer Meister – Omnium
- Niederländischer Meister – Scratch

1976
- Bahn-Weltmeisterschaften – Einerverfolgung
- Gesamtwertung und zwei Etappen Mittelmeer-Rundfahrt
- eine Etappe Critérium du Dauphiné Libéré
- Grosser Preis des Kantons Aargau

1977
- eine Etappe Paris–Nizza
- eine Etappe Vier Tage von Dünkirchen
- Niederländischer Meister – Einerverfolgung

1978
- Bahn-Weltmeisterschaften – Einerverfolgung
- Trofeo Baracchi
- eine Etappe Ruota d’Oro
- Niederländischer Meister – Einerverfolgung
- Niederländischer Meister – Steherrennen (Amateure)

1980
- Niederländischer Meister – Einerverfolgung

1981
- Acht van Chaam
- eine Etappe Tirreno-Adriatico

## Teams
- 1974 (ab 17. Juli)–1975 TI-Raleigh
- 1976–1977 Lejeune–BP
- 1978–1979 SCIC-Bottecchia
- 1980 Inoxpran
- 1981 Kotter’s Racing Team
- 1982 Kelme